# Cláudio Mamertino
Cláudio Mamertino (em latim: Claudius Mamertinus) foi um oficial romano do século IV, ativo durante o reinado dos imperadores Juliano, o Apóstata (r. 361–363), Joviano (r. 363–364) e Valentiniano I (r. 364–375).

## Vida

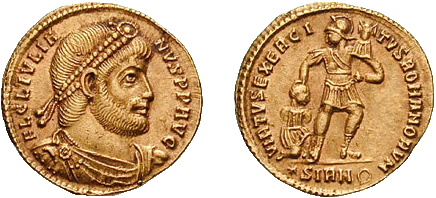
Soldo de r.

Aparece pela primeira vez em 361, quando foi nomeado pelo imperador Juliano, o Apóstata (r. 361–363) como conde das sagradas liberalidades e prefeito pretoriano da Ilíria. Em 362, foi nomeado cônsul anterior com Nevita e recebeu o comando da prefeitura da Itália e da África Proconsular. Nesse mesmo ano, participou no Tribunal da Calcedônia conveniado por Juliano, julgou os líderes da resistência a Juliano em Aquileia e realizou uma reforma no curso público, o sistema de correio do Império Romano.
Segundo relato de Símaco, em algum momento em 363, Cláudio confirmou a transferência de um subsídio de cereais de Putéolos para Tarracina. Em 364, perdeu o controle da Ilíria temporariamente para Sexto Cláudio Petrônio Probo, nomeado por Valentiniano I (r. 364–375). Mamertino, contudo, é novamente mencionado como prefeito pretoriano da Itália, Ilíria e África no final desse ano por Amiano Marcelino, com Salúcio no Oriente e Decímio Germaniano na Gália como seus colegas. Se sabe mediante algumas leis do Código de Teodósio que reteve tal ofício até 365. Nesse ano, após uma visita a Roma, foi acusado de peculato por Cláudio Aviciano e então substituído por Vulcácio Rufino.